# 生部
生部（せいぶ）は、漢字を部首により分類したグループの一つ。
康熙字典214部首では100番目に置かれる（5画の6番目、午集の6番目）。

## 概要
生部には「生」を筆画の一部として持つ漢字を分類している。ただしそのような漢字の多くはその偏や冠に従って他の部に収録されており、生部は他の部に収録されなかった漢字を収める。
単独の「生」字は生物が成長することを意味する。さらには発生・出生・誕生・生産など生むこと、生まれること、死と対照される生きていること（生）、生きているもの（生命）、生きること（生活）、生きる期間（一生）などを意味した。また「性」や「姓」の本字として生まれつきのものを意味する。また煮たり焼いたりしていない食物を表し、引伸して未成熟であること、加工していないことなどを意味した。このように「生」字は多義字であり、これに対する和訓もたくさんある。
字源としては、「生」字は土の上に草木が生え出た様子を象る象形文字である。

## 部首の通称
- 日本：いきる、うまれる、せい、しょう
- 韓国：날생부（nal saeng bu、うまれる生部）
- 英米：Radical life

## 部首字
生
- 中古音
  - 広韻 - 所庚切、庚韻、平声
  - 詩韻 - 庚韻、平声
  - 三十六字母 - 審母二等
- 現代音
  - 普通話 - ピンイン：shēng 注音：ㄕㄥ ウェード式：sheng1
  - 広東語 - Jyutping:saang1 イェール式:saang1
- 日本語 - 音：セイ（漢音）・ショウ（シャウ）（呉音）・サン（唐音） 訓：いきる・いかす・いける（日本的な用法）・うまれる・うむ・おう・はえる・はやす・なま・き（日本的な用法）
- 朝鮮語 - 音：생(saeng) 訓：날（nal、出る・生まれる）・낳을（naeul、生む）・생길（saenggil、生じる）・살（生きる）・삶（人生・命）・싱싱할（singsinghal、みずみずしい・いきいきとした）

## 例字
- 生
- 6:產（産）、7:甥・甦